# Nagyerdei Kultúrpark
A debreceni Nagyerdei Kultúrpark állatkert és növénykert is, valamint itt található Magyarország egyetlen állandó vidámparkja.

## Története
Ez első vidéki állatkert Magyarországon, 1958 májusában nyitották meg. A vidámpark 1960-ban nyílt meg és ez Magyarország egyetlen vidámparkja. A két létesítmény 1961-től egy intézményként üzemel.
Az elmúlt időszak fejlesztéseinek eredményeként megújult a kert. Elkészült az Afrika-röpde, az új zsiráfház, pálmaház, az oroszlánok, tigrisek, papagájok, díszrécék, tevék, futómadarak, majmok, patás állatok új kifutói.
Közkedvelt a Trópusi ház, a Pálmaház-Terrárium, a Vízilóház-Gibbonház, valamint az állatsimogató az állatokkal való barátkozás izgalmas helyszíne.

## Gyűjteménye
A Zootierliste nevű állatkerti adatbázis szerint 83 gerinces állatfajt tartanak, az állatkert igazgatója egy interjúban 170 fajról beszélt.
Ritkaságok:
- Varanus cumingi[2]
- recés zsiráf
- fekete pókmajom
- észak-kínai leopárd
- palawani leopárdmacska
- nyerges gólya